# Nazan Öncel
Nazan Öncel (İzmir, 1956. február 6. –) Törökország egyik legsikeresebb énekesnője-dalszerzője. Dalait maga írja, és olyan híres előadókkal dolgozott együtt, mint Tarkan, akinek Dudu és Karma című albumára írt dalokat.

## Diszkográfia
- Nazan Öncel, 1978

1. Sana Kul Köle Olmuştum
2. Kader Bu Çekeceksin

- Yağmur Duası, 1980

1. Zalimin Zülmü
2. Hüdaverdi
3. Damarımda Kanımsın
4. Şahane Gözler
5. Kim Demiş
6. Demedim mi?
7. Yağmur Duası
8. Böylemi Olacaktı
9. Kaderimde Hep Güzeli Aradım
10. Ben Yalnız Seni Sevdim
11. Geçti Güzelim

- Bir Hadise Var, 1992

1. Aynı Nakarat
2. Gitme Kal Bu Şehirde
3. Aşık Değilim Olabilirim
4. Leylim Yar
5. Mühürledim Seni Kalbime
6. Hadi Hadi Nazlanma
7. Boncuk
8. Hani Böyle Olamazdık
9. Nokta Nokta
10. Ağla Erkeğim Ağla
11. Olmaz ki
12. Aynı Nakarat (Remix)

- Ben Böyle Aşk Görmedim, 1994

1. Ben Böyle Aşk Görmedim
2. Geceler Kara Tren
3. Dillere Düşeceğiz Seninle
4. Adam Sende Yeter
5. Nazınla Dünya Sazınla Dünya
6. Bu Kaçıncı Bahar
7. Eveleme Geveleme Develeme Bitti
8. Avare Yıllar
9. Aşk Beklemez
10. Bunu Bir Ben Bilirim Bir Allah

- Göç, 1995

1. Gidelim Buralardan
2. Sen Beni Öldürüyorsun
3. Aşk Olmalı
4. Bir Şarkı Tut
5. Ağlama Gönlüm
6. Nazlı Ay
7. Göç
8. İşiniz Gücünüz Yok mu Yani
9. Çocuk Kalbim
10. Vesaire

Erdem Sökmen : Gitár

Erkan Oğur : E-Bow

Güral Ağırbaş : Basszus

Tarkan Gözübüyük : Basszus

Hüseyin Cebeci : Mandolin, akusztikus hangszerek

Özer Arkun : Csello

Zenei rendezés: Nazan Öncel

Producer : Akşit Togay

Arrangement : Nazan Öncel

Supervisor: Mert Özmen

Művészeti Igazgató : Mete Özgencil
- Sokak Kızı, 1996

1. Ben Sokak Kızıyım
2. Bana Özel
3. Bu İstanbul
4. Erkekler de Yanar
5. Geberik
6. Bırak Seveyim Rahat Edeyim
7. Özgür Çiçek
8. Ölüyorum Anlasana
9. A Bu Hayat
10. Hadi Güneye

Alper Erinç : akusztikus, elektro- és basszusgitár

Ogün Sanlısoy : harmonika

Ahmet Koç : bağlama

Deniz Selman : zurna

Hamit Ündaş : shaker

Vokál: Sezen Aksu, Metin Arolat, Mert Savaş, Zeynep Erekli, Hamit Ündaş, Menent Savaş
- Demir Leblebi, 1999

1. Beni Söyletme
2. Bu Havada Gidilmez
3. Kunduram Sandukam Zembilim
4. Aşıklar Parkı
5. Zor Dünya
6. Hızlı Yaşarken
7. Hep Yalnız
8. Kötülere Bi'şey Olmaz
9. Kız Bebek
10. Sokarım Politikana
11. Demirden Leblebi

Nazan Öncel: Zenei rendezés, Hangszerelés, Elektro gitár, Hollo

İskender Paydaş: Arrangement

Hamit Ündaş : Arrangement, Basa, Elektro és klasszikus gitár, Taf, Shaker, Kasztanyetta, Bongo, Holo, Háttérvokál

Erdem Sökmen : akusztikus gitár

İslay Tetik ve Grubu : Yaylı

Volkan Öktem : akusztikus dobok

Mehmet Bitmez : Úd

Kerem Tüzün : Basszus

Deniz Yılmaz : Elektrogitár

Cengiz Ercümer : Darbuka

Ahmet Koç : Bağlama, Elektro Bağlama, Cura

Alper Erinç : E-bow, Basszus, Bağlama

Evran Tokdamış : Basszus

Mustafa Süder : Hegedű, Gitár, Háttérvokál
- Yan Yana Fotoğraf Çektirelim, 2004

1. Hay Hay
2. Ukala Dümbeleği
3. Nereye Böyle
4. Beyoğlu
5. Atıyorsun
6. Beni Hatırla
7. Hokka
8. Küçük Gemiler
9. Gül Pansiyon
10. Otomobil
11. Hayat Güzelmiş

- 7'in Bitirdin, 2006

1. Aşkım Baksana Bana
2. Omzumda Ağla
3. 7'n Bitirdin
4. Ekilmekteyim
5. Zehirli Sarmaşık
6. Bırak Konuşsunlar
7. Utan
8. El Kızı
9. Bittimse Bittim
10. Anlat Arkadaşım
11. Direkten Döndüm
12. Kış Baba

Producer: Nazan Öncel

Hang: Nazan Öncel

Rendező: Akşit Togay

Stúdió: İmaj, RMS, I.P Studio, M.İ.A.M

Mix: Ulaş Ağce

Mastering: Metropolis (London)

Felvétel: Okan Doğu, Hamit Ündaş, Tufan Taş, Evrim İşbilir, Özgür Yurtoğlu, Murat Elgün, Veli Meral

Nazan Öncel hangfelvétele: Hamit Ündaş

Stúdió asszisztens: Murat Elgün (Mix), Emin Hasan

Rajzok: İsmail Gülgeç

Borítóterv: Nazan Öncel

Fényképész: Gül Gülbahar

Fényképkoordinátor: Nurdan Sözgen

Smink: Ülker Mutlucan

Frizura: Yüksel Altun

Ruhaterv: Nazan Öncel

Grafika: Özgürarcan

Nyomtatás: FRS Printing

Producer: A3 Music Production

Kiadó: Avrupa Music Production A.Ş – 1697